# Exército Branco Nuer

Bandeira do grupo

Exército Branco Nuer é um nome semi-oficial para uma organização militante formada pelo povo nuer do centro e leste do Grande Nilo Superior no atual Sudão do Sul desde 1991.  Segundo o Small Arms Survey, surgiu a partir do cisma de 1991 dentro do Movimento/Exército Popular de Libertação do Sudão (M/EPLS) com o duplo propósito de defender os rebanhos bovinos nueres dos grupos vizinhos e combater na Segunda Guerra Civil Sudanesa entre o M/EPLS e o governo sudanês.
O Exército Branco foi assim chamado devido à prática nuer de manchar a pele com uma cinza de cor clara como uma proteção contra picadas de insetos, de acordo com um relatório da Small Arms Survey publicado em junho de 2007, embora outras fontes afirmam que o nome foi apenas destinado a estabelecer uma distinção entre a milícia nuer e as Forças Armadas do Sudão.